# Вівервілл (Каліфорнія)
Вівервілл (англ. Weaverville) — переписна місцевість (CDP) в США, в окрузі Триніті штату Каліфорнія. Населення — 3667 осіб (2020).

## Географія
Вівервілл розташований за координатами 40°44′56″ пн. ш. 122°55′39″ зх. д. / 40.74889° пн. ш. 122.92750° зх. д. (40.748795, -122.927382).  За даними Бюро перепису населення США в 2010 році переписна місцевість мала площу 27,00 км², уся площа — суходіл.

### Клімат
| Клімат : Вівервілл                       | Клімат : Вівервілл | Клімат : Вівервілл | Клімат : Вівервілл | Клімат : Вівервілл | Клімат : Вівервілл | Клімат : Вівервілл | Клімат : Вівервілл | Клімат : Вівервілл | Клімат : Вівервілл | Клімат : Вівервілл | Клімат : Вівервілл | Клімат : Вівервілл | Клімат : Вівервілл |
| Показник                                 | Січ.               | Лют.               | Бер.               | Квіт.              | Трав.              | Черв.              | Лип.               | Серп.              | Вер.               | Жовт.              | Лист.              | Груд.              | Рік                |
| Абсолютний максимум, °C                  | 23,9               | 27,8               | 32,2               | 34,4               | 41,1               | 45,0               | 45,0               | 46,7               | 43,9               | 40,0               | 31,7               | 29,4               | 46,7               |
| Середній максимум, °C                    | 8,5                | 12,2               | 15,3               | 19,4               | 24,6               | 29,3               | 34,5               | 34,0               | 30,5               | 23,4               | 13,7               | 8,1                | 21,1               |
| Середня температура, °C                  | 3,0                | 5,4                | 7,4                | 10,4               | 14,4               | 18,2               | 22,0               | 21,2               | 17,9               | 12,6               | 6,9                | 3,3                | 11,9               |
| Середній мінімум, °C                     | −2,4               | −1,4               | −0,4               | 1,3                | 4,3                | 7,2                | 9,6                | 8,5                | 5,3                | 1,8                | 0,0                | −1,5               | 2,7                |
| Абсолютний мінімум, °C                   | −21,7              | −17,8              | −11,1              | −8,9               | −5,6               | −2,2               | 0,0                | −1,7               | −5                 | −11,7              | −17,8              | −23,3              | −23,3              |
| Норма опадів, мм                         | 172                | 136                | 98                 | 60                 | 36                 | 20                 | 4                  | 7                  | 16                 | 60                 | 124                | 168                | 901                |
| Днів з опадами                           | 12                 | 11                 | 10                 | 8                  | 6                  | 3                  | 1                  | 1                  | 2                  | 6                  | 10                 | 12                 | 82,0               |
| ---------------------------------------- | ------------------ | ------------------ | ------------------ | ------------------ | ------------------ | ------------------ | ------------------ | ------------------ | ------------------ | ------------------ | ------------------ | ------------------ | ------------------ |
| Джерело: Western Regional Climate Center |                    |                    |                    |                    |                    |                    |                    |                    |                    |                    |                    |                    |                    |

## Демографія
Згідно з переписом 2010 року, у переписній місцевості мешкало 3600 осіб у 1513 домогосподарствах у складі 919 родин. Густота населення становила 133 особи/км².  Було 1675 помешкань (62/км²).
Расовий склад населення:
| - 87,8 % — білих - 4,2 % — корінних американців - 1,1 % — азіатів - 0,3 % — чорних або афроамериканців - 1,1 % — осіб інших рас |

До двох чи більше рас належало 5,4 %. Частка іспаномовних становила 7,1 % від усіх жителів.
За віковим діапазоном населення розподілялося таким чином: 23,4 % — особи молодші 18 років, 58,0 % — особи у віці 18—64 років, 18,6 % — особи у віці 65 років та старші. Медіана віку мешканця становила 44,4 року. На 100 осіб жіночої статі у переписній місцевості припадало 94,5 чоловіків;  на 100 жінок у віці від 18 років та старших — 91,4 чоловіків також старших 18 років.
Середній дохід на одне домашнє господарство  становив 53 307 доларів США (медіана — 40 669), а середній дохід на одну сім'ю — 67 034 долари (медіана — 60 929). За межею бідності перебувало 15,8 % осіб, у тому числі 9,2 % дітей у віці до 18 років та 21,2 % осіб у віці 65 років та старших.
Цивільне працевлаштоване населення становило 1145 осіб. Основні галузі зайнятості: мистецтво, розваги та відпочинок — 23,4 %, освіта, охорона здоров'я та соціальна допомога — 20,0 %, публічна адміністрація — 16,7 %.